# Přebor Zlínského kraje 2015/2016
V soubojích 28. ročníku Přeboru Zlínského kraje 2015/16 (jedna ze skupin 5. fotbalové ligy) se utkalo 14 týmů každý s každým dvoukolovým systémem podzim–jaro. Tento ročník začal v pátek 7. srpna 2015 úvodními zápasem 1. kola a celého ročníku (SK Baťov 1930 – TJ Štítná nad Vláří 5:0) a skončil v neděli 12. června 2016 zbývajícími dvěma zápasy 25. kola (26. kolo bylo předehráno v květnu a červnu 2016).

## Zajímavosti
Utkání ze 3. června 2016 mezi domácím SK Baťov 1930 a hosty z FC Fryšták bylo rozhodnuto až 52. pokutovým kopem, čímž byl vytvořen nový světový rekord. Více informací naleznete v článku Penaltový rozstřel SK Baťov 1930 – FC Fryšták.

## Nové týmy v sezoně 2015/16
- Z Divize D 2014/15 sestoupilo do Přeboru Zlínského kraje mužstvo TJ FS Napajedla, z Divize E 2014/15 žádné mužstvo.
- Ze skupin I. A třídy Zlínského kraje 2014/15 postoupila mužstva TJ Štítná nad Vláří (vítěz skupiny A) a FC Slušovice (2. místo ve skupině A).

## Konečná tabulka
Zdroje: 
| Poř. | Tým                      | Z  | V  | R     | P  | VG | OG | B  |
| ---- | ------------------------ | -- | -- | ----- | -- | -- | -- | -- |
| 1.   | SFK ELKO Holešov         | 26 | 17 | 5 / 2 | 2  | 74 | 39 | 63 |
| 2.   | FC RAK Provodov          | 26 | 15 | 2 / 2 | 7  | 76 | 43 | 51 |
| 3.   | FK Luhačovice            | 26 | 13 | 4 / 2 | 7  | 53 | 40 | 49 |
| 4.   | FC Rožnov pod Radhoštěm  | 26 | 12 | 4 / 0 | 10 | 48 | 32 | 44 |
| 5.   | FC Fryšták               | 26 | 13 | 0 / 5 | 8  | 39 | 34 | 44 |
| 6.   | FC Morkovice             | 26 | 13 | 2 / 0 | 11 | 50 | 48 | 43 |
| 7.   | FK Chropyně              | 26 | 10 | 3 / 2 | 11 | 51 | 53 | 38 |
| 8.   | SK Boršice               | 26 | 10 | 1 / 4 | 11 | 53 | 47 | 36 |
| 9.   | SK Baťov 1930            | 26 | 8  | 3 / 4 | 11 | 44 | 50 | 34 |
| 10.  | TJ Štítná nad Vláří (N)  | 26 | 9  | 2 / 1 | 14 | 35 | 57 | 32 |
| 11.  | FK Vigantice             | 26 | 7  | 3 / 4 | 12 | 38 | 50 | 31 |
| 12.  | FK Bystřice pod Hostýnem | 26 | 7  | 3 / 4 | 12 | 31 | 46 | 31 |
| 13.  | TJ FS Napajedla (S)      | 26 | 5  | 5 / 3 | 13 | 22 | 42 | 28 |
| 14.  | FC Slušovice (N)         | 26 | 5  | 1 / 5 | 15 | 30 | 63 | 22 |

Poznámky:
- Z = Odehrané zápasy; V = Vítězství; R = Remízy; P = Prohry; VG = Vstřelené góly; OG = Obdržené góly; B = Body; (S) = Mužstvo sestoupivší z vyšší soutěže; (N) = Mužstvo postoupivší z nižší soutěže (nováček)
- Od ročníku 2014/15 včetně se hraje ve Zlínském kraji tímto způsobem: Pokud zápas skončí nerozhodně, kope se penaltový rozstřel. Jeho vítěz bere 2 body, poražený pak jeden bod. Za výhru po 90 minutách jsou 3 body, za prohru po 90 minutách není žádný bod.

|  | Postup do Divize D 2016/17                           |
|  | Sestup do I. A třídy Zlínského kraje – sk. A 2016/17 |
|  | Sestup do I. A třídy Zlínského kraje – sk. B 2016/17 |